# Вассертрюдінген
Вассертрюдінген (нім. Wassertrüdingen) — місто в Німеччині, розташоване в землі Баварія. Підпорядковується адміністративному округу Середня Франконія. Входить до складу району Ансбах.
Площа — 53,58 км2. Населення становить 6063 ос. (станом на 31 грудня 2020).